# شناور ماهیگیری

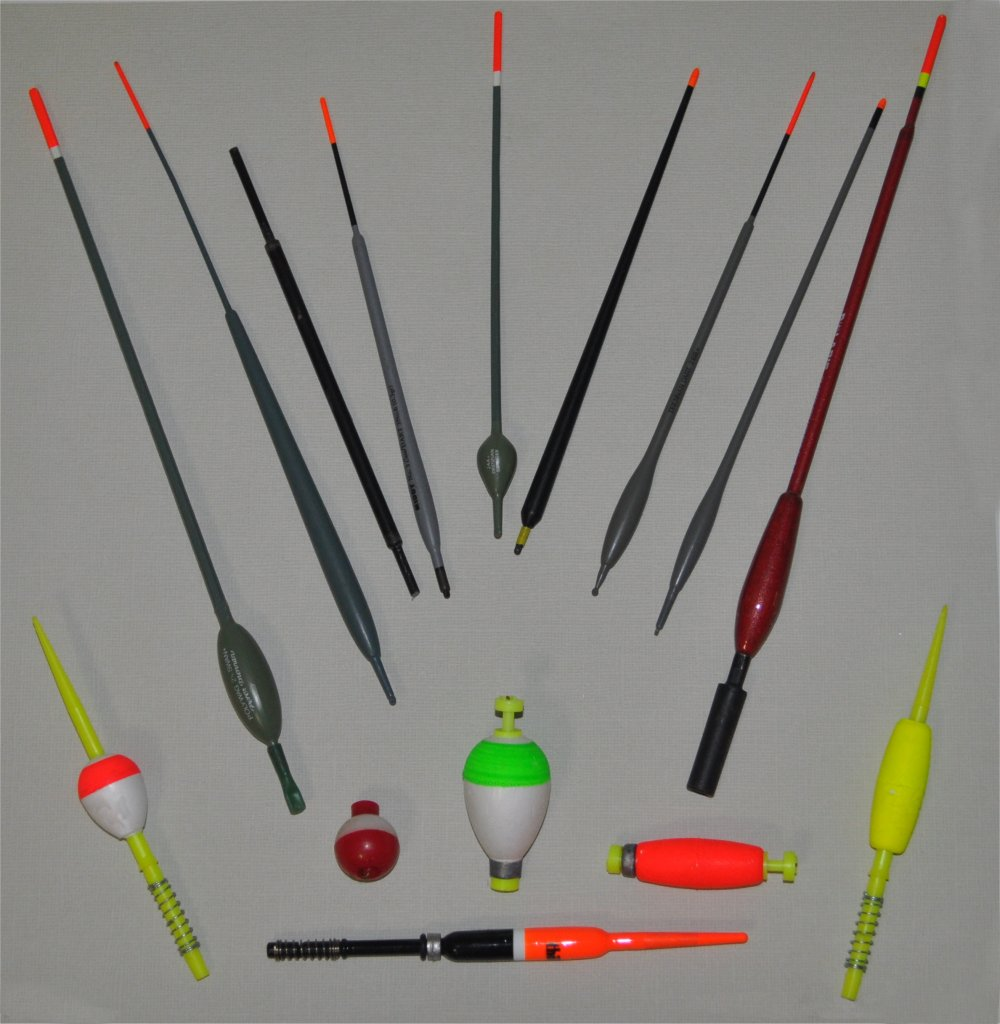
انتخاب شناورهای ماهیگیری انگلستان (بالا) و ایالات متحده (پایین)

شناور ماهیگیری (یا حباب در ایالات متحده) یکی از تجهیزات ماهیگیری است. معمولاً به یک نخ ماهیگیری متصل می‌شود، می‌تواند اهداف مختلفی داشته باشد. در مرحله اول، می‌تواند طعمه را در عمق از پیش تعیین شده به حالت تعلیق درآورد. ثانیاً، به دلیل شناوری که دارد، می‌تواند قلاب طعمه دار را به مناطق غیرقابل دسترسی آب منتقل کند و اجازه دهد شناور در جریان غالب حرکت کند. و سوم اینکه، یک شناور همچنین موقع گاز گرفتن طعمه توسط ماهی در عمق آب فرومی‌رود و مانند bite indicator عمل می‌کند. ماهیگیری با شناور را گاهی ماهیگیری با شناور می‌نامند.

## شناورها
شناورها در اندازه‌ها و اشکال مختلف وجود دارند و می‌توانند از مواد مختلفی مانند کف، چوب بالسا، چوب پنبه، پلاستیک، نی سارکاندای هند (خانواده اریانتوس) ساخته شوند. ، یا حتی از پر پرنده یا خار جوجه تیغی ساخته می‌شوند. از شناور استفاده می‌شود تا ماهیگیر بتواند طعمه را دور از ساحل یا قایق پرت کند و در عین حال ضمن حفظ جایی که طعمه است بر خلاف ماهیگیری پایین یا لجر. ماهیگیر پس از در نظر گرفتن قدرت جریان (در صورت وجود)، سرعت باد، اندازه طعمه ای که وی استفاده می‌کند، عمقی که ماهیگیر می‌خواهد و فاصله ای که می‌خواهد طعمه را بیندازد، شناور مناسب را انتخاب می‌کند. معمولاً در نخ بین شناور و قلاب وزنه‌های کوچکی را بهم متصل می‌کنند، اطمینان حاصل کنید که شناور به صورت عمودی در آب قرار می‌گیرد و فقط یک نوک کوچک با رنگ روشن قابل مشاهده است. بقیه شناور معمولاً با رنگ خنثی و کسل کننده به پایان می‌رسد تا آنجا که ممکن است برای ماهی قابل مشاهده نباشد. هر سبک شناور به گونه ای طراحی شده‌است که در انواع خاصی از شرایط مانند رودخانه‌های کند یا سریع، آب بادی یا ساکن یا آب‌های محدود و جاهایی مانند کانال‌ها مورد استفاده قرار می‌گیرد.

## تاریخچه شناورها

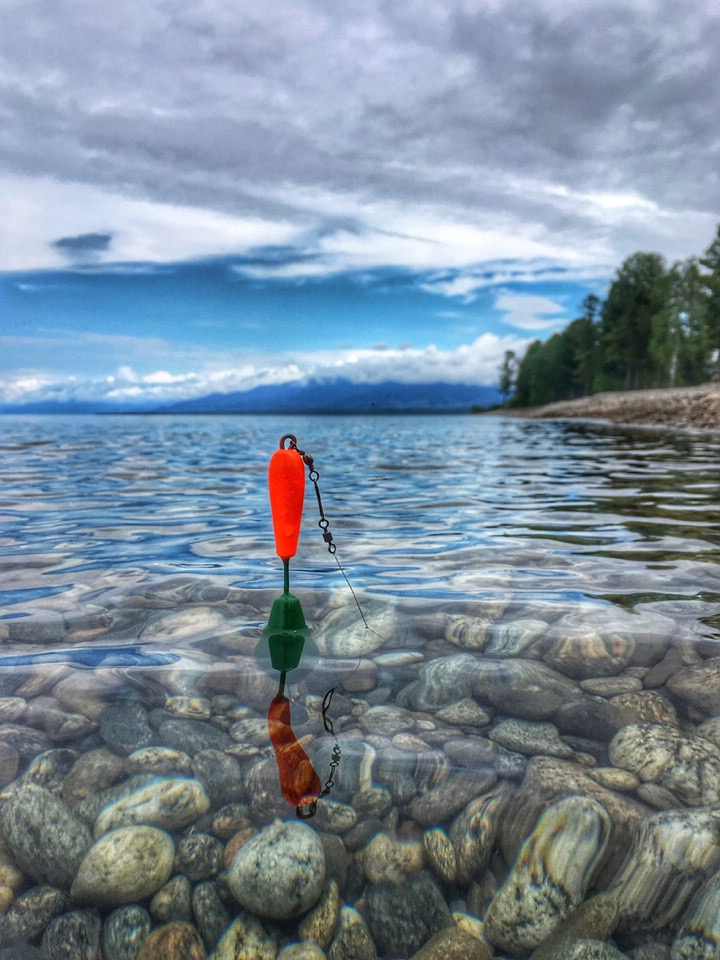
شناور میله ماهیگیری. دریاچه بایکال. سیبری شرقی

با هر درجه دقت غیرممکن است که بگوییم چه کسی برای نشان دادن طعمه گرفتن ماهی از شناور استفاده کرده‌است، اما با اطمینان می‌توان گفت که افراد از تکه‌های شاخه، پرهای پرنده یا برگ‌های نورد شده به عنوان نشان دادن گاز گرفتگی استفاده می‌کردند، سالها قبل از هرگونه مدرک مستند اولین اشاره مشهور به استفاده از شناور در کتاب «پیمان نامه ساخت و ساز با زاویه» نوشته شده توسط جولیانا برنرز در سال ۱۴۹۶ آمده‌است.
"همه مانرهای لین که برای زمین گیر نیستند باید از شناورها استفاده کنند، و لاین‌های زمینی رنیانگ باید از یک شناور استفاده کنند، لاین‌های لاینگ باید از فلوت‌ها استفاده کنند."
روش توصیف شده شامل سوراخ کردن چوب پنبه است تا بتواند نخ از آن عبور کند و با ماسوره به دام بیفتد. کتابهای بعدی مانند "هنر ماهیگیری" از جرالد ایدز بنتلی در سال ۱۵۷۷ و اثر کلاسیک "The Compleat Angler " که برای اولین بار در سال ۱۶۵۳ منتشر شد، نوشته آیزاک والتون جزئیات بیشتری در مورد ماهیگیری و استفاده از شناورها ارائه داد.
قبل از حدود سال ۱۸۰۰، ماهیگیران شناورهای خود را می‌ساختند، عملی که امروزه نیز بسیاری ادامه می‌دهند. با محبوبیت بیشتر ماهیگیری، شرکتها برای تأمین تقاضای روزافزون اقدام به ساخت شناور در سبکهای مختلف کردند. تا سال ۱۹۲۱، شرکت‌هایی مانند Wadhams حداقل ۲۵۰ شناور سلولولوئیدی در فهرست خود داشتند.
از همان روزهای ابتدایی، شناور ماهیگیری موضوع تغییرات عملی و نظری زیادی شده‌است. ماهیگیران انگلیسی مانند Peter Drennan (Drennan International) و Kenneth Middleton (Middy Tackle) و ماهیگیران آمریکایی مانند قهرمان جهانی شیکاگو Mick Thill (Thill Floats) شرکت‌های بزرگی را طراحی و بازاریابی شناورهای ماهیگیری کرده‌اند. شرکت‌های انگلیسی توسط ماهیگیران اصلی لیگ مانند ایوان مارکس، بنی اشورست و بیلی لین پشتیبانی شده‌اند.

## انواع متداول

### آون
شناور Avon شناور مستقیمی است که در قسمت بالای آن بدنه قرار دارد. برای مقابله با شرایط جریان سریع رودخانه انگلیسی Avon طراحی شده‌است. بسیاری از شناورهای ابتدایی به سبک آون بودند که بدنه چوب پنبه ای به ماسوره کلاغ رانده می‌شد. ماهیگیری به نخ بالا و پایین متصل می‌شود.

### حباب
شناورهای حبابی توپ‌های توخالی کوچکی هستند که برای کنترل نخ ماهیگیری استفاده می‌شوند. آنها ممکن است این امکان را داشته باشند که تا حدی با آب پر شود تا میزان شناور بالای آب را کنترل کند. آنها در شرایطی مورد استفاده قرار می‌گیرند که شناور طبیعی قابل پرت کردن نیست، مانند عملکرد نزدیک به لبه نیزارها یا رشد گیاهان سنگین سطح. شناور حباب را می‌توان بدون گره خوردن به منطقه هدایت کرد.

### دینک
شناور دینک معمولاً از یک استوانه کف تیره با یک استوانه کوچکتر از چوب پنبه در قسمت بالا برای نشانگر ساخته شده‌است. نخ از بالا عبور می‌کند، به دور استوانه و از پایین پیچیده می‌شود. مزیت اصلی این است که شناور در خط اصلی به هیچ توقف کننده ای احتیاج ندارد، بسته‌بندی خط بین بالای پایین شناور آن را در جای خود نگه می‌دارد.

### پوپر
یک شناور پوپر مانند یک ماهی بزرگ طراحی شده‌است. شناورهای پوپر سبک‌های مختلفی وجود دارد، بعضی از آنها از سیم فلزی دارای مهره در انتهای آن برای ایجاد صدای کلیک هنگام کشیدن از طریق آب استفاده می‌کنند، در حالی که شناورهای مدرن تر از یک صفحه مقعر استفاده می‌کنند، که هنگام کشیدن از طریق یک صدای تقابل عمیق ایجاد می‌شود، تقلید صدای تغذیه ماهی‌های بزرگ شکارچی در سطح. در بعضی از چوب پنبه‌های در حال ظاهر گلوله‌هایی نیز وجود دارد که به منظور تقلید از پرش ماهی طعمه ای هنگام زنگ زدن طراحی شده‌اند.

### قلم پر
قلم پر یکی از اولین شناورها است، در ابتدا پر پرنده بود اما با بازشدن دنیاهای جدید، تیغ جوجه تیغی از آفریقا به یک استاندارد برای شناور تبدیل شد. ولی هر دو به یک روش ماهی را صید می‌کنند.

### خود کوک کردن
شناورهای خود کوک می‌توانند سبک‌های مختلفی داشته باشند اما وزن آنها همگی به گونه ای است که در آب بدون استفاده از شات یا وزنه در نخ ماهیگیری به‌طور خودکار به حالت ایستاده قرار می‌گیرند.

### چوب
شناور چوبی یک شناور مستقیم است که دارای مخروطی است. همیشه به بالا و پایین نخ متصل می‌شود. آنها از دو ماده مختلف ساخته شده‌اند، یک قسمت بالایی سبک و شناور از چوب بالسا و یک ساقه سنگین عصا، سخت چوب غیر شناوری یا پلاستیک. بر خلاف شناور Avon، چوب بدنه ای ندارد. و فقط یک میله مخروطی است.

### واگلر
شناور واگلر اصطلاحی است که به هر شناور که فقط در پایین نخ قرار دارد متصل می‌شود. آنها در دو نوع متفاوت، مستقیم یا بدنی وجود دارند. این دو نوع می‌توانند با درج و بدون آنتن (آنتن) ارائه شوند. آنها از مواد مختلفی از جمله کبک (مانند طاووس)، چوب بالسا، عصا، پلاستیک و نی ساخته می‌شوند.

### با کنترل جهت

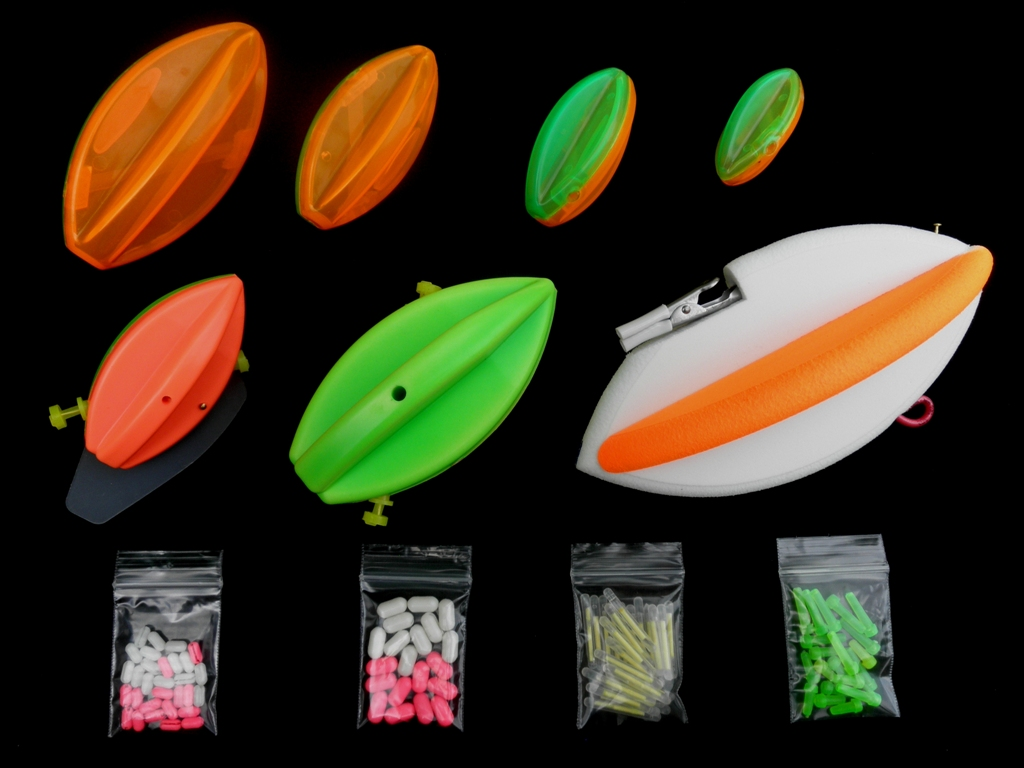
ماهیگیری با کنترل جهت شناور می‌شود

شناورهایی که دارای کنترل جهت هستند، هنگام برنامه کشش، با برنامه‌ریزی یا حرکت به یک سمت تغییر جهت می‌دهند. 

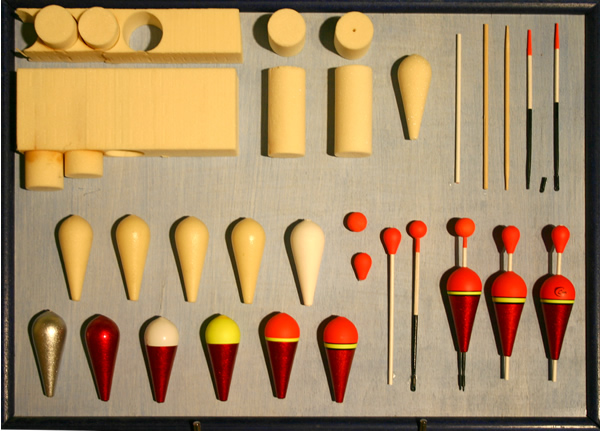
مراحل ساخت شناور ماهیگیری
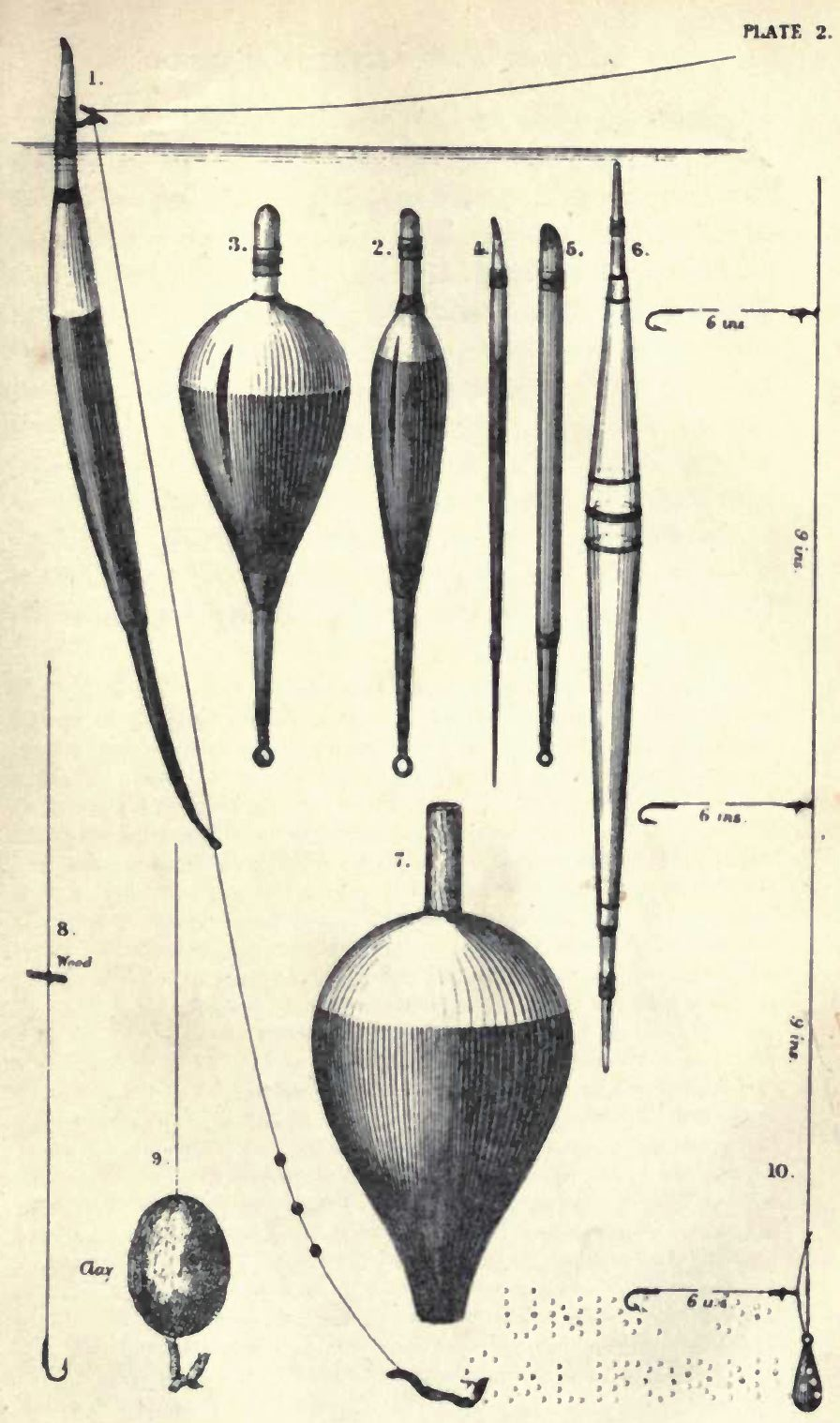
نوار لغزنده و سایر شناورها ، از کتابی در مورد ماهیگیری توسط فرانسیس فرانسیس ، ۱۸۷۶
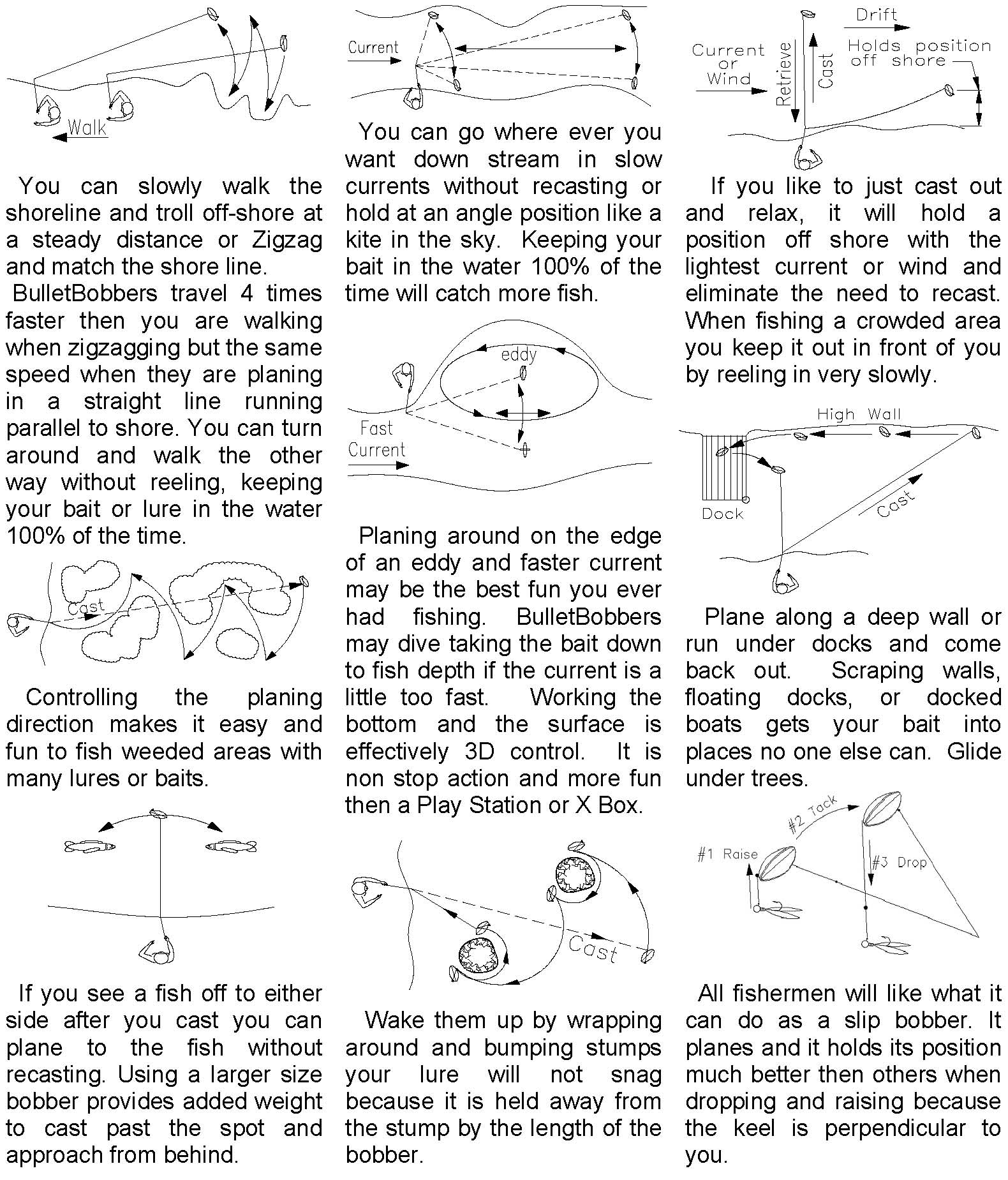
تکنیک‌های استفاده از شناورهای ماهیگیری با کنترل جهت

## یادداشت
1. ↑  Vardhana, Dr Rashtra (2006). Floristic Plants of the World. New Delhi: Sarup & Sons. p. 325. ISBN 817625651X.
2. ↑  Lane, Billy (1976). Float fishing: tackle and techniques for still and running water. London: Cassell. ISBN 0-304-29466-7.
3. ↑  "Treatyse of fysshynge wyth an Angle". Retrieved 2013-07-13.
4. ↑  "Traditional cork floats". Archived from the original on 17 May 2021. Retrieved 2013-07-13.
5. ↑  Harwood, Keith (2003). The Float. Shropshire, England: Medlar Press. p. 232. ISBN 1-899600-25-6.
6. ↑  "Drennan tackle history". Archived from the original on 28 May 2017. Retrieved 2013-07-13.
7. ↑  Husar, John (1995-04-23). "Repatriated Chicagoan Floats Euro-fishing Ideas". Chicago Tribune. Archived from the original on 11 September 2014. Retrieved 2014-09-10.
8. ↑  "Avon floats" (PDF). Archived from the original (PDF) on 4 March 2016. Retrieved 2013-07-13.
9. ↑  "Stick floats" (PDF). Archived from the original (PDF) on 4 March 2016. Retrieved 2013-07-13.
10. ↑  "Waggler floats". Archived from the original on 3 March 2016. Retrieved 2013-07-13.
11. ↑  Lieb, P.J. , 2005. "Planing float with lateral motion control" U.S. Patent 6,874,271.